# 小沼亨
小沼 亨（おぬま とおる、1909年11月5日 - 1963年9月8日）は、日本の公取官僚。青島領事などを経て、公正取引委員会事務局長を務めた。

## 人物・経歴
愛媛県西宇和郡三瓶町（現・西予市）出身。1934年東京帝国大学法学部政治学科卒業。同年東京市入庁。1939年興亜院属。1940年興亜院華中連絡部事務官。1943年青島領事。1951年特別調達庁業務部総括課長。1952年特別調達庁管理部不動産管理課長。同年調達庁総務部会計課長。1954年公正取引委員会事務局官房庶務課長。1957年公正取引委員会事務局経済部長、総理府共済組合運営審議会委員。1962年公正取引委員会事務局長。1963年正四位勲三等瑞宝章。